# Set Adrift on Memory Bliss
Set Adrift on Memory Bliss est un single de 1991 du groupe P.M. Dawn. La chanson provient de l'album Of the Heart, of the Soul and of the Cross: The Utopian Experience (en), premier album du groupe.
La chanson contient un échantillon de True (1983) de Spandau Ballet, de Ashley's Roachclip (1974) des Soul Searchers (Chuck Brown) et de la version de Bob James de Take Me to the Mardi Gras (en) de Paul Simon.
Tony Hadley, chanteur de Spandau Ballet, fait un caméo dans le clip vidéo.
La chanson atteint la première place du Billboard Hot 100.
Le groupe Backstreet Boys en a fait une reprise pour leur deuxième album, Backstreet's Back (1997).